# 155 Scylla
Scilla (155 Scylla) è un asteroide discretamente massiccio, di colore scuro, che orbita nella parte esterna della fascia principale del sistema solare.
Scylla fu scoperto l'8 novembre 1875 dall'astronomo austriaco Johann Palisa dall'Osservatorio della marina austriaca di Pola (in Istria, attualmente in Croazia), di cui fu direttore dal 1872 al 1880, grazie a un telescopio rifrattore da 6 pollici. Fu battezzato così in onore di Scilla, mostro della mitologia greca.